# Janina León Castillo
Janina León Castillo (Lima, 31 de marzo de 1957) economista, investigadora, docente universitaria y consultora internacional peruana, graduada de la Facultad de Ciencias Sociales  por la Pontificia Universidad Católica del Perú, cuenta con un Máster en Economía por The Ohio State University y es doctora en economía del desarrollo, del medio ambiente y agrícola por The Ohio State University.
Fue Presidenta del Directorio de Servicios Postales del Perú (SERPOST) desde septiembre del 2014 hasta agosto de 2016. Actualmente, es profesora principal del Departamento de Economía de la Pontificia Universidad Católica del Perú desde marzo de 1985, ha sido directora de la Dirección Académica de Planeamiento Académico e Institucional de la Pontificia Universidad Católica del Perú. Es parte del Comité Consultivo PREMIC- Fundación Citibank y es la primera jefa mujer del Departamento de Economía de la Pontificia Universidad Católica del Perú. Actualmente se desempeña como Presidenta del Consejo Directivo del Consorcio de Investigación Económica y Social (CIES).

## Biografía
Nació en Lima, realizó sus estudios escolares en la Institución Educativa Mercedes Cabello de Carbonera, donde recibió una gran influencia de sus maestras. Durante la secundaría, desarrolló su vocación científica y social.
Su vocación de servicio social hizo que tome en cuenta al Trabajo Social o Matemática como vocaciones profesionales. Pero decidió estudiar Economía en la Pontificia Universidad Católica del Perú pues quería tener incidencia positiva en la sociedad de una manera rigurosa y sistemática.

## Trayectoria profesional
En 1985, se graduó como bachiller en Ciencias Sociales con mención en Economía por la Pontificia Universidad Católica del Perú. Es también máster en Economía por The Ohio State University., Estados Unidos, donde también consiguió el grado de Doctora en Economía del Desarrollo, del Medio Ambiente y Agrícola por The Ohio State University. en el 2001.Sus áreas de interés e investigación se relacionan a temas de mercados de trabajo, microempresas, informalidad, microfinanzas, inclusión financiera, educación superior, género en Perú y América Latina.

## Docente universitaria
Ha sido docente de economía en universidades a nivel nacional e internacional en áreas de análisis microeconómico, economía laboral, economía y población, microempresa, microfinanzas, economía y género, organización industrial y desarrollo económico. 
Desde 1985, es profesora principal del Departamento de Economía de la Pontificia Universidad Católica del Perú

## Cargos directivos
Dentro de la Pontificia Universidad Católica del Perú, desempeña cargos administrativos, como directora de la Maestría en Economía desde octubre del 2004 hasta junio del 2008. Años después, ocupó el cargo de directora del Doctorado en Economía desde mayo hasta septiembre del 2014. Posteriormente, fue directora académica de la Dirección académica de planeamiento y evaluación (DAPE) desde julio del 2017 hasta julio del 2019. Ha sido miembro del Consejo de Facultad de Ciencias Sociales desde el 2017 y es la primera mujer en asumir el cargo de jefe del Departamento de Economía de la Pontificia Universidad Católica del Perú en el periodo 2020-2024. Además, es miembro del Consorcio de Investigación en Ciencias Sociales.

## Consultora
Ha sido consultora de organismos nacionales e internacionales como el Ministerio de Trabajo y Promoción del Empleo (MTPE), Banco Interamericano de Desarrollo (BID), Banco Mundial (BM), Comisión Económica para América Latina y el Caribe (CEPAL), Organización Internacional del Trabajo (OIT), Organización de las Naciones Unidas (ONU), The North-South Institute-Canadá, Ministerio de la Producción (PRODUCE),entre otros.

## Funcionaria pública
Se desempeñó como asesora del Viceministerio de MYPE e Industria del Ministerio de la Producción desde mayo hasta julio de 2009. Asimismo, fue Presidenta del Directorio de Servicios Postales del Perú (SERPOST) desde septiembre del 2014 hasta agosto de 2016.

## Publicaciones
Es autora de libros de investigación económica; artículos sobre economía, así como obras en coautoría.

### Libros
- Janina León y Jeanine Anderson, ed. (2006). Incorporación del género en la investigación CIES: Balance y propuestas. Lima: Consorcio de Investigación Económica y Social.

#### Como editora
- Desigualdad distributiva en el Perú: dimensiones (Lima: Fondo Editorial - Pontificia Universidad Católica del Perú, 2011)

### Artículos académicos
- León, Janina; Cermeño, Rodolfo (1990). «Las interrelaciones entre los sectores formal e informal en lima Metropolitana: el caso de la industria». Fondo Editorial - Pontificia Universidad Católica del Perú: 59-110.

- León, Janina; Schreiner, Mark (1998). «Financiamiento para las Micro y Pequeñas Empresas. Algunas Líneas de Acción». Economía (21): 61-106.

- León, Janina; Schreiner, Mark (2002). «Microfinance for microenterprise: The state of the art». Savings and Development (4): 329-354.

- León, Janina (2008). «Partnership to expand sources of funds for rural microfinance in Peru: the case of Confianza». Food and Agriculture Organization of the United Nations.

- León, Janina (2008). «En Pobreza y Desigualdad Distributiva». Consorcio de Investigación Económica y Social (1): 239-304.

- León, Janina (2009). «Agroexportación, empleo y género en el Perú: un estudio de casos». Consorcio de Investigación Económica y Social.

- León, Janina (2010). «An empirical analysis of Peruvian municipal banks». Canadian Journal of Development Studies: 161-182.

- León, Janina; Cermeño, Rodolfo; Mantilla, Gloria (2011). «Determinantes de la morosidad: un estudio panel para el caso de las Cajas Municipales del Peru 2003-2010». Centro de Investigacion y Docencia Economicas.

- León, Janina; Jopen, Guillermo (2011). «La heterogeneidad del microcrédito en el sector financiero regulado peruano». Fondo Editorial - Pontificia Universidad Católica del Perú: 291-320.

- León, Janina (2012). «Educación, seguridad social y mercados de trabajo en el Perú». Fondo Editorial - Pontificia Universidad Católica del Perú: 331-355.

- León, Janina (2012). «Educación, seguridad social y mercados de trabajo en el Perú». Fondo Editorial - Pontificia Universidad Católica del Perú: 331-355.

- León, Janina (2012). «Calificación y Seguridad Social de la Mano de Obra en México». Universidad Iberoamericana- Departamento de Economía.

- León, Janina (2013). «Addressing transitory and chronic poverty: social policies in Peru 1990-2010». United Nations Development Programme: 99-155.

- León, Janina; Marr, Ana; Ponce, Fatima (2014). «Financial inclusion of the poor in Peru: Explanatory factors and determinant». Applied Econometrics and International Development: 101-130.

- León, Janina (2014). «Oportunidades y barreras de las mujeres profesionales en el Perú». Grupo Sofía e Instituto de Estudios Peruanos: 170-191.

- León, Janina (2016). «Management in small firms run by women: the case of handicraft exporters». Edward Elger Publishing: 124-143.

- León, Janina (2016). «Estudios de análisis microeconómico sobre diversos problemas de la economía peruana». Fondo Editorial - Pontificia Universidad Católica del Perú: 261-320.

- León, Janina; Jopen, Guillermo; Ponce, Fatima (2016). «Determinantes del acceso y uso de servicios financieros de las microempresas». Centro de Investigacion y Docencia Economicas.

- León, Janina (2016). «Education, migration and labor in heterogeneous cities: a gender view». Urban Affairs Association.

- León, Janina (2017). «Inclusión financiera de las micro, pequeñas y medianas empresas del Perú: experiencia de la banca y desarrollo». Comisión Económica para América Latina y el Caribe.